# 마스가역
마스가역(일본어: 真菅駅)은 일본 나라현 가시하라시에 위치한 긴키 닛폰 철도 오사카 선의 철도역이다. 역 번호는 D 27이며, 상대식 승강장 2면 2선의 구조를 갖춘 지상역이다.

## 타는 곳
| 1 | D 오사카 선 | 하행 | 야마토야기 · 하이바라 · 나바리 · 이세시마 · 나고야 방면                              |
| 2 | D 오사카 선 | 상행 | 야마토타카다 · 후세 · 오사카우에혼마치 · 오사카난바 · 아마가사키 · 고베산노미야 방면 |

## 이용 현황
- 2005년 11월 8일 : 5,461명
- 2008년 11월 18일 : 5,298명
- 2010년 11월 9일 : 5,018명
- 2012년 11월 13일 : 4,869명
- 2015년 11월 10일 : 5,127명

## 역 주변
- 가시하라 미용 전문 학교

## 인접 역
| 긴키 닛폰 철도 오사카 선           | 긴키 닛폰 철도 오사카 선 | 긴키 닛폰 철도 오사카 선         |
| ---------------------------------- | ------------------------ | -------------------------------- |
| D26 마쓰즈카 오사카우에혼마치 방면 | D 오사카 선              | 야마토야기 D39 이세나카가와 방면 |